# Мелкумян, Наира Рафаэловна
Наира Рафаэловна (Рафаеловна) Мелкумя́н (арм. Նաիրա Ռաֆայելի Մելքումյան; род. 7 ноября 1953, Ереван) — политический, общественный и государственный деятель непризнанной Нагорно-Карабахской Республики и Армении. Министр иностранных дел НКР (1997—2002).

## Биография
Родилась 7 ноября 1953 года в Ереване.
В 1976 году окончила филологический факультет Ереванского государственного университета, в дальнейшем преподавала там. Кандидат филологических наук.
В 1990 году работала в Верховном Совете Армении. В 1992—1993 годах работала начальником аналитического управления Аппарата президента Армении.
В 1993—1995 годах работала первый секретарём в Министерстве иностранных дел Армении. В 1995—1997 годах являлась заместителем постоянного представителя НКР в Армении. В 1997 году являлась постоянным представителем НКР в Армении. В 1997—2002 годах являлась министром иностранных дел НКР. Принимала участие в работе Минской группы ОБСЕ по урегулированию Карабахского конфликта.
В 2003—2007 годах являлась исполнительным директором Всеармянского фонда «Айастан».
Является учредителем и директором издательства «Айбенгир».
Имеет дипломатический ранг чрезвычайного и полномочного посла.
Состоит в браке, имеет дочь.